# Sah Sandra
Sah Sandra est un feuilleton ivoirien dont le tournage a débuté en décembre 2007. Il a été créé par la productrice Sukona Mapusi dont le thème principal traite de l’industrialisation de la Côte d'Ivoire.
Le feuilleton a été diffusé en Côte d'Ivoire en 2009 sur la RTI 1 et une deuxième saison diffusée sur TV5 Afrique en 2017. "Sah Sandra" est un feuilleton ivoirien dont le tournage a débuté en décembre 2007. Cette série est bien connue pour son intrigue captivante et ses personnages mémorables, contribuant à la richesse de la production télévisuelle en Côte d'Ivoire. Christelle Couaho est une actrice ivoirienne qui incarne le rôle de Sah Sandra, ou Sassi, dans la série télévisée "Sah Sandra". 

## Synopsis
La série raconte l’histoire d’un jeune cadre intelligent et dynamique, qui dirige une importante société spécialisée dans la manufacture de produits agricoles, notamment le cacao. Il est confronté à une série de sabotages et d’atteinte à sa vie par son ami d’enfance Karim ; son proche collaborateur. Ce dernier ne rate aucune occasion pour lui mettre des bâtons dans les roues. Sa jalousie contre Wagane est davantage alimentée par son désir de lui ravir Sah-Sandra dont il est amoureux depuis longtemps.

## Distribution
- Réalisateur : Yahaya Zigani
- Directeur Photo : Paul Kodjo
- Monteur : Fofana Ibrahim
- Musique : Freddy Assogba
- Directeur artistique : Vincent Soye
- Metteur en scène : Desmo le Messie
- Régisseur : ZUE Serge Pacome Tia
- Superviseur : Oulai Siaba Peukungo Charles
- Accessoiriste : Georges Kla
- Producteur délégué : Méïté Souane
- Directeur de production : Jean Modeste Togba[1]